# Muhammad Ali Bogra
Muhammad Ali Bogra (Barisal, 19 ottobre 1909 – Dacca, 23 gennaio 1963) è stato un politico pakistano, di origine bengalese.

## Biografia
È stato Primo ministro del Pakistan dall'aprile 1953 all'agosto 1955.
Per due periodi è stato Ministro degli affari esteri: dall'ottobre 1954 all'agosto 1955 e dal giugno 1962 fino alla morte, avvenuta a causa di un infarto, ossia fino al gennaio 1963.
Dall'aprile 1953 all'ottobre 1954 ha anche ricoperto il ruolo di Ministro della difesa. Inoltre è stato ambasciatore negli Stati Uniti dal 1952 al 1953 e poi dal 1955 al 1959.